# Loic Chetout
Loic Chetout, também escrito Loïc Chetout, é um ciclista francês. Nasceu em Bayona, território histórico vascofrancês de Labort (Pirenéus Atlânticos) a 23 de setembro de 1992.

## Biografia

### Destacada progressão como amador
Como juvenil correu com o Aviron Bayonnais e a Selecção de Pirenéus Atlánticos ganhando, entre outras carreiras, a Volta a Guipúzcoa. Devido a seus bons resultados incorporou-se à equipa de formação da Fundação Euskadi, o Naturgas Energia, em 2011.
Sua eclosão definitiva chegou em 2013 conseguindo 5 vitórias, destacando a conseguida numa etapa da Volta ao Bidasoa.
Em 2014 seguiu achegando vitórias amadoras, já com sua nova equipa o GSC Blagnac-O vai Sport 31, destacando as chegadas na geral do Essor Basque e da Volta ao Bidasoa. Ademais, em sua nova equipa ao longo do ano 2014 conseguiu disputar alguma prova profissional sem limitação de idade de categoria 2.2 (última categoria do profissionalismo) -com o Naturgas Energia só correu a prova profissional de Volta à Comunidade de Madri sub-23 em duas ocasiões- inclusive conseguindo uma vitória de etapa na prova profissional da Ronde d'Isard. Ademais, também começou a disputar outras provas profissionais com a Selecção da França.

### 2013: frustrado estreia como profissional
Devido a seus bons resultados no final do 2013 foi incorporado à primeira equipa da Fundação Euskadi, o Euskadi, como stagiaire (aprendiz a prova) para disputar o Tour de Guevaudan junto a Víctor Etxeberria. Possibilitando de modo que a equipa pudesse correr duas provas ao mesmo tempo, este Tour de Guevaudan e o Tour de Chinesa II. No entanto, uma queda de última hora impediram-lhe debutar como profissional tendo que sair a equipa com um corredor menos depois de sua baixa.
Devido à incerteza sobre se o Euskadi ia continuar como equipa profissional em outubro Chetout assinou pela equipa amadora francês do GSC Blagnac-Vai-o Sport 31 junto a outros corredores do Naturgas como Karl Baudron e Bernat Font.

### 2014: estreia profissional no Cofidis
Devido a seus bons resultados em 2014 conseguiu outro novo contrato como stagiaire na equipa profissional do Cofidis, Solutions Crédits a partir de agosto estreando na Polynormande.

## Palmarés
2014
- 1 etapa de ronde-a d'Isard

## Resultados nas Grandes Voltas
| Corrida         | 2013 | 2014 | 2015 | 2016 | 2017 |
| --------------- | ---- | ---- | ---- | ---- | ---- |
| Giro de Itália  | -    | -    | -    | -    | -    |
| Tour de France  | -    | -    | -    | -    | -    |
| Volta a Espanha | -    | -    | -    | 138º | -    |
| Mundial em Rota | -    | -    | -    | -    | -    |

-: não participa
Ab.: abandono

## Equipas
- Euskadi (2013)[12]
- Cofidis, Solutions Crédits (2014-2015)